# منطقة كولون للتجارة الحرة

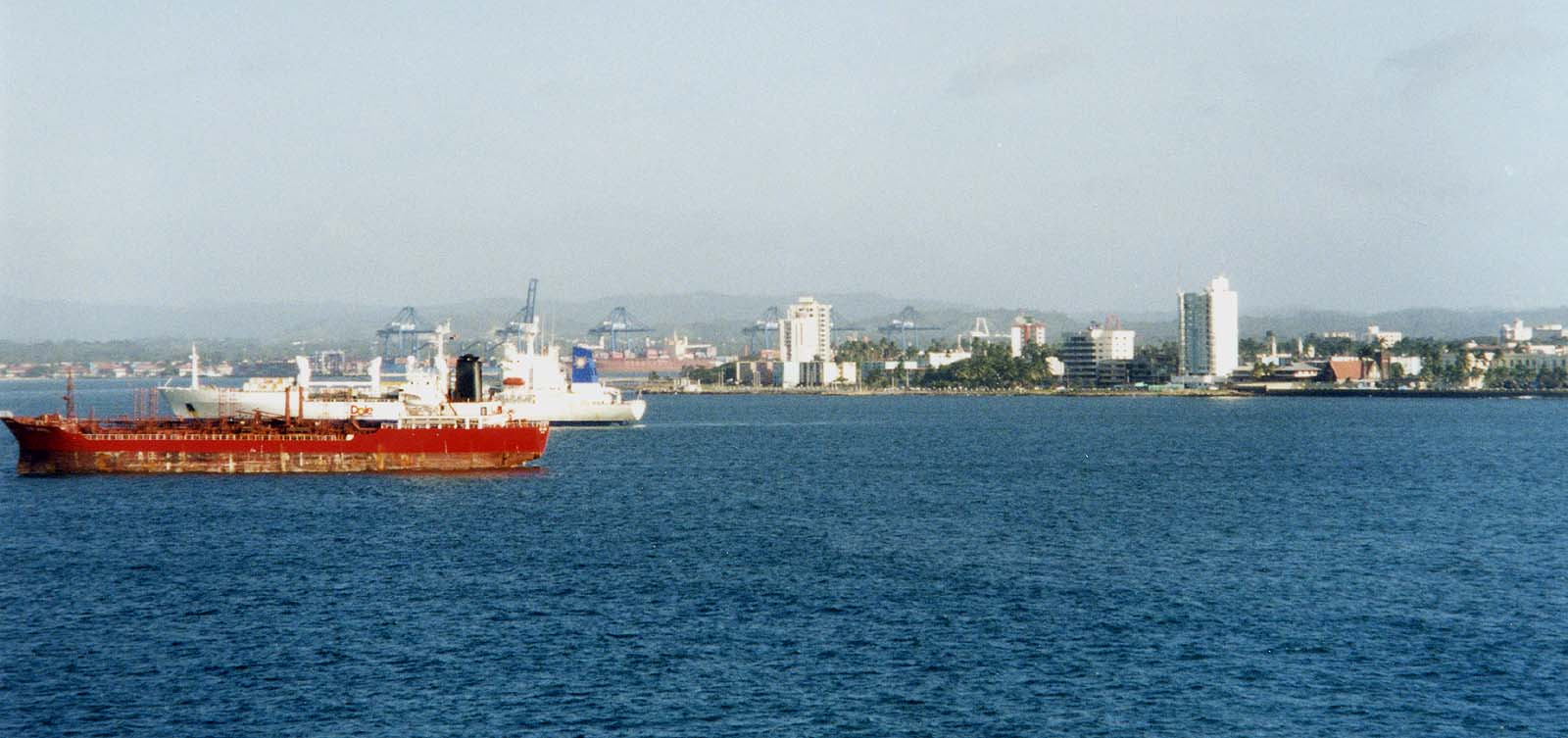
Colon Panama.jpg

تُعَدُّ كُولُون أحد أكبر المراكز في أمريكا اللاتينية من حيث النشاط التجاري. وبها منطقة للتجارة الحرة التي أقيمت بها منذ عام 1953م، ويستطيع التُّجار من خلال هذه المنطقة أن يُصدِّروا ويستوردوا سلعهم دون دفع الرسوم الجمركية والضرائب؛ لذا نجد أن المدينة تُعجُّ بحركة السفن التي تحمل شتى البضائع. كما ترسو سفن التجار التي تأتي من دول كثيرة قُبالة بلدة كريستوبال التي تقع على مقربة من جنوب كُولُون. وهذه السفن ترسو في عرض البحر انتظارًا للسماح لها بعبور قناة بنما.